# پفاونینزل
پفاونینزل (به آلمانی: Pfaueninsel) یک منطقهٔ مسکونی در آلمان است که در وانزه واقع شده‌است.